# Inspectorat général des Forces armées de la république démocratique du Congo
L’inspectorat général des Forces armées de la république démocratique du Congo est une institution étatique qui relève du ministère de la Défense et des Anciens Combattants de la RDC.
Elle est dirigée par le Général d'Armée Gabriel Amisi Kumba 

## L'inspecteur général
Selon la loi organique qui régit l'inspectorat général des Forces armées, :

« L’inspecteur général des Forces armées a pour missions d’assurer le contrôle de l’application de la loi, des directives et des instructions relatives au fonctionnement des forces armées, notamment le contrôle de la gestion rationnelle des ressources humaines et matérielles mises à la disposition des différentes forces ; le contrôle et l’exécution des dotations budgétaires allouées aux forces armées ; le contrôle de l’adéquation et de la fiabilité du matériel et des équipements ; l’évaluation des performances et des capacités opérationnelles des unités. »